# Berlesezetes brazilozetoides
Berlesezetes brazilozetoides är en kvalsterart som beskrevs av Balogh och Sandór Mahunka 1981. Berlesezetes brazilozetoides ingår i släktet Berlesezetes och familjen Microzetidae. Inga underarter finns listade.